# ジャック・ケッチャム

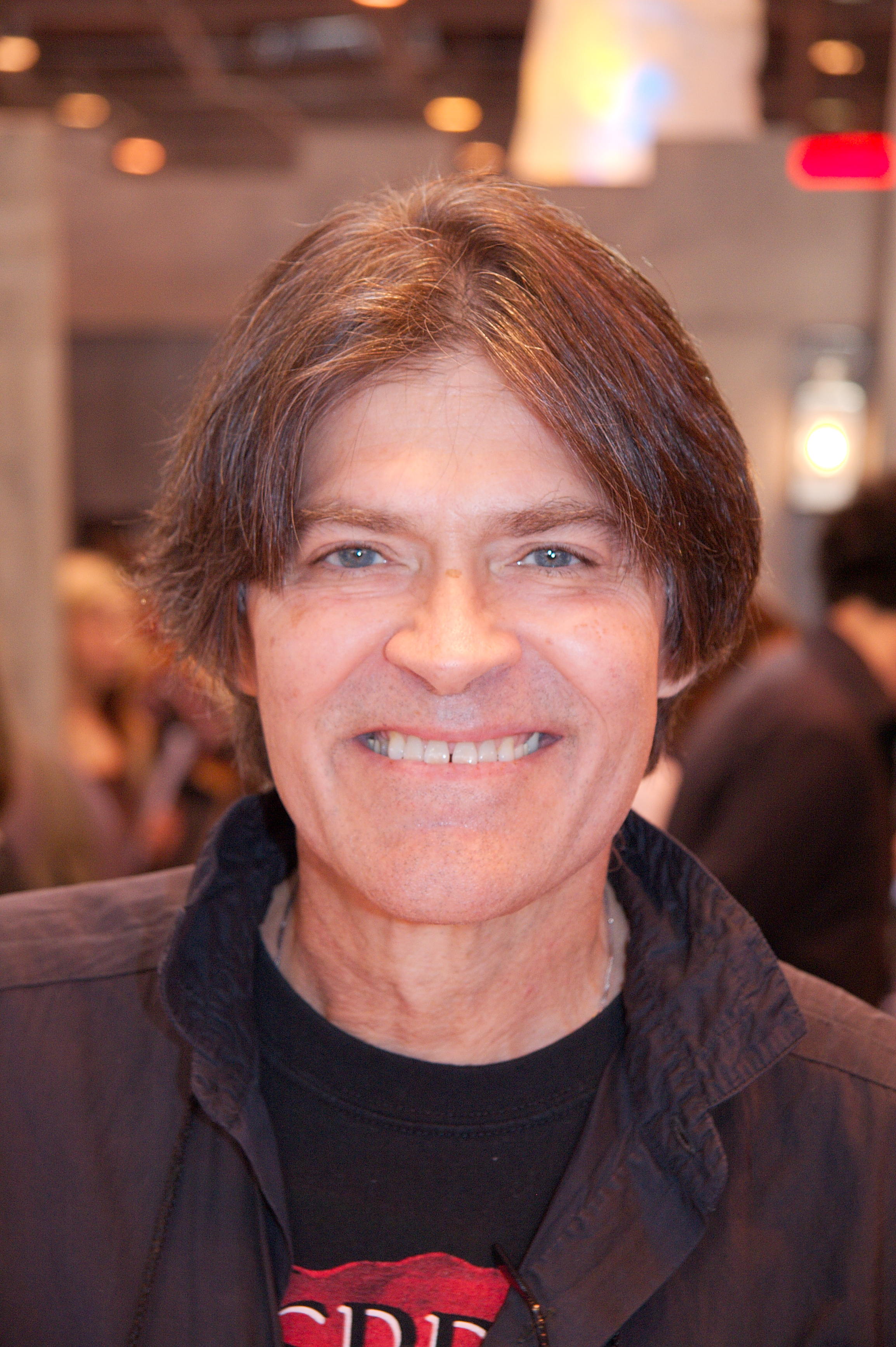

ジャック・ケッチャム（Jack Ketchum, 1946年11月10日 - 2018年1月24日）は、アメリカ・ニュージャージー州のホラー小説家。本名はダラス・ウィリアム・メイヤー（Dallas William Mayr）。
ペンネームのジャック・ケッチャムは英国の斬首刑執行人に代々受け継がれている名前ジャック・ケッチが由来。
ボストン大学卒業後、俳優、教師、出版エージェント、材木のセールスマンなどの職業を経たのち、1981年に『オフシーズン』で作家デビュー。
賛否両論が激しい作家の一人であり、著名なホラー作家スティーブン・キングによって賞賛される一方、Village Voiceの評論家には、暴力的ポルノ作品であると批判されている。
短編作品「Gone」は、2000年のブラム・ストーカー賞短編賞を受賞した。2011年には、ワールド・ホラー・コンベンションにおいて、グランド・マスター・アワードを受賞した。
2018年1月24日に、癌のため71歳で死去。

## 経歴

### 教育
ケッチャムはボストンのエマーソン大学で英文学士号を取得し、後にブルックラインの高校で2年間教えていた。

### 略歴
俳優、教師、出版エージェント、材木セールスマン、ソーダ売りを一時やっていたケッチャムは、人格形成期に幼少期の愛をエルヴィス・プレスリーと恐竜とホラーに抱いていた。彼は幼い歳から物語を書き始め、彼の部屋や家の近くの森の中、小川のそばで多くの時間を過ごしていたと説明している。「私の趣味は本や漫画、映画、ロックンロール、ショーチューン、テレビ、恐竜など……社交性を要求しないものが多くで、もしくは人付き合いからすぐに立ち去れる場所であった」彼はプラスチックの軍人や戦士、恐竜を登場人物として使った。彼はハロウィンも大好きで、ミシンの得意な母親は幼いケッチャムに本格的な衣装を用意してくれた。お気に入りはピーターパンとスーパーマンであった。ケッチャムはさらに幼いとき吸血鬼ノスフェラトゥのようなホラー映画や、ノートルダムのせむし男やオペラ座の怪人のようなユニバーサルスタジオの古典怪物モノに興味があったという。
その後10代にはロバート・ブロックに気に入れられ、ブロックはよき指導者となった。彼はケッチャムの仕事を、彼がハワード・フィリップス・ラヴクラフトにされていたのと同じように支えた。ブロックとの関係は1994年の彼の死まで続いた。ケッチャムの両親は軽食堂と、彼が執筆を支えるために日中は即席料理を調理し、日没後ソーダ売りとして働いたソーダ売り店のオーナーであった。
ケッチャムは最初の小説である『オフシーズン』が完成する前に多くの異なる職種を経験しており、中でも中心的なのが小説家ヘンリー・ミラーの出版エージェントである。パシフィックパーリサイドの自宅での彼との出会いについては、Book of Soulsの中で彼の記憶として一つの主題となっている。彼はまた収入を増やすため、様々なロックンロールや男性誌にフィクションやノンフィクションの記事や物語を売っていた。彼がついに小説の執筆に集中する決意をしたのは、安定して長く売りに出される仕事に刺激されたことだった。
終始ケッチャムはロバート・ブロックやチャールズ・ブコウスキー、ジム・ハリスンやアーネスト・ヘミングウェイなどの作者を幅広くがつがつと読書した。ショートストーリーや雑誌記者としての彼の上達と、強烈な想像力を別にすれば、読書は7th Grade A-Minus Essayから、雑誌と、オフシーズン以降の作品にケッチャムを導いた執筆の本質的な手段となった。

### イエジー・リビングストンとして
ケッチャムが作家に転身する以前、彼は多くの短編小説や雑誌に記事を売っていた。彼の以前のペンネームであるイエジー・リビングストンは、この時期に生まれている。彼は特定の雑誌では二編以上の作品を出しており、最初の著者名に自分の名前を、他の作品にはペンネームを用いていた。ニュージャージー州のリビングストン町と、同時に小説家のジャージ・コジンスキーから由来しており、「内輪のジョークが好き。これからはイエジー・リビングストンだ」と説明している。イエジー・リビングストンとして最も知られているキャラクターの一つがマルセル・プルーストの脚本に登場するストロープである。しかしストロープは人々の、また自分自身からでさえ理解を得ていない。ケッチャムはストロープを「酒飲みで失敗者、同性愛嫌い。疑わしい友で、信頼の置けない愛人。地獄の女嫌いで大部分を誇っている」と説明している。ストロープはプルーストの対極である。ケッチャムは「歴史上最も才能ある作家と言える」と言う。ストロープはSwankという男性誌に登場する。彼は最近リチャード・レイモンやエドワード・リーに収集されている本Triageの一編である「Sheep Meadow Story」という物語で復活している。彼の功績は『Broken on the Wheel of Sex: The Jerzy Livingston Years』で見ることが出来る。

## 主な作品

### 小説
- 『ロード・キル』（Joyride (1994)、有沢善樹訳、扶桑社ミステリー） 1996
- 『オンリー・チャイルド』（Stranglehold (1995)、有沢善樹訳、扶桑社ミステリー） 1997
- 『老人と犬』（Red (1995)、金子浩訳、扶桑社ミステリー[13]） 1999
- 『オフシーズン』（Off Season (1981)、金子浩訳、扶桑社ミステリー） 2000、のち復刊 2020
- 『地下室の箱』（Right To Life (1998)、金子浩訳、扶桑社ミステリー） 2001
- 『隣の家の少女』（The Girl Next Door (1989) 、金子浩訳、扶桑社ミステリー[14]） 2003
- 『黒い夏』（The Lost (2001)、金子浩訳、扶桑社ミステリー[15]） 2005
- 『襲撃者の夜』（Offspring (1991)、金子浩訳、扶桑社ミステリー[16]） 2007
- 『閉店時間』（金子浩訳、扶桑社ミステリー） 2008 - 中編集
- 『森の惨劇』（Cover (1987)、金子浩訳、扶桑社ミステリー） 2010
- 『ザ・ウーマン』（The Woman (2010)、ラッキー・マッキー（英語版）共著、金子浩訳、扶桑社ミステリー[17]） 2012 - 『オフシーズン』『襲撃者の夜』の続編
- 『わたしはサムじゃない』（I'm Not Sam (2012)、ラッキー・マッキー共著、金子浩訳、扶桑社ミステリー） 2014
- 『狙われた女』（リチャード・レイモン, エドワード・リー、金子浩, 尾之上浩司訳、扶桑社ミステリー) 2014 - スプラッター・ホラーのアンソロジー

### 映像作品
映画化
- 「THE LOST ザ・ロスト 失われた黒い夏（英語版）」（2006）　- 『黒い夏』の映画化作品
- 「隣の家の少女」（2007）
- 「Red」（2008） - 『老人と犬』の映画化作品
- 「襲撃者の夜（英語版）」（2009）
- 「ザ・ウーマン 飼育された女（英語版）」（2011） - 『ザ・ウーマン』の映画化作品